# Jimmy Hood

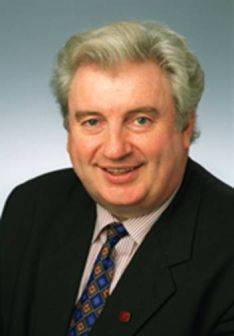
Jimmy Hood

James „Jimmy“ Hood (* 16. Mai 1948 in Lesmahagow; † 4. Dezember 2017) war ein schottischer Politiker.

## Leben
Hood wurde 1948 als Sohn des Bergmanns William Hood und dessen Ehefrau Bridget in Lesmahagow geboren. Er besuchte die Lesmahagow High School sowie das Coatbridge College und nahm dann eine Ausbildungsstelle als Techniker im Kohlebergbau an. Später studierte Hood Politik, wirtschaftliche Beziehungen und Wirtschaftslehre an der Universität Nottingham. Zunächst nahm Hood eine Anstellung im Bergbauingenieurswesen in Schottland an und wechselte dann an die Ollerton Colliery im englischen Nottinghamshire, wo er 19 Jahre lang tätig war. Im Alter von 24 Jahren wurde er zum jüngsten Vorsitzenden der National Union of Mineworkers in Nottinghamshire gewählt.
Im Januar 1967 ehelichte Hood Marion McCleary. Das Ehepaar hatte zwei Kinder und zwei Enkel. Am 4. Dezember 2017 wurde Hoods Tod im Alter von 69 Jahren bekannt.

## Politischer Werdegang
Im Jahre 1973 wurde Hood für die Labour Party in den Regionalrat von Nottinghamshire gewählt. Erstmals trat Hood zu den Unterhauswahlen 1987 zu Wahlen auf nationaler Ebene an. Er kandidierte im Wahlkreis Clydesdale, den Judith Hart seit 1983 vertrat, die zu diesen Wahlen nicht mehr antrat. Hood gewann das Mandat ungefährdet und zog in der Folge erstmals in das britische Unterhaus ein. Bei den folgenden Wahlen 1992, 1997 und 2001 verteidigte Hood sein Mandat.
Zum Ende der Wahlperiode wurde Hoods Wahlkreis Clydesdale aufgelöst. Zu den Unterhauswahlen 2005 kandidierte er daher im Wahlkreis Lanark and Hamilton East, einem der Nachfolgewahlkreise. Ebenso wie bei den Unterhauswahlen 2010 hielt Hood sein Mandat ungefährdet. Nach massiven Stimmgewinnen der SNP bei den Unterhauswahlen 2015 schied er aus dem House of Commons aus. Das Mandat ging an die SNP-Kandidaten Angela Crawley.